# Ел Връзки: Поколение отвъд етикета
„Ел Връзки: Поколение отвъд етикета“ е американски драматичен телевизионен сериал, продуциран от Шоутайм. Премиерата му е на 8 декември 2019 г. Това е продължение на сериала „Ел Връзки“, който се излъчва от 2004 до 2009 г.
„Ел Връзки: Поколение отвъд етикета“ е десетилетното продължение на събитията от „Ел Връзки“. Няколко актриси от оригиналния сериал се завръщат в своите роли, заедно със състав от нови актьори, представящи различни други герои.
През януари 2020 г. Шоутайм обявяват, че сериалът ще има втори сезон.